# Ocelli (ragno)

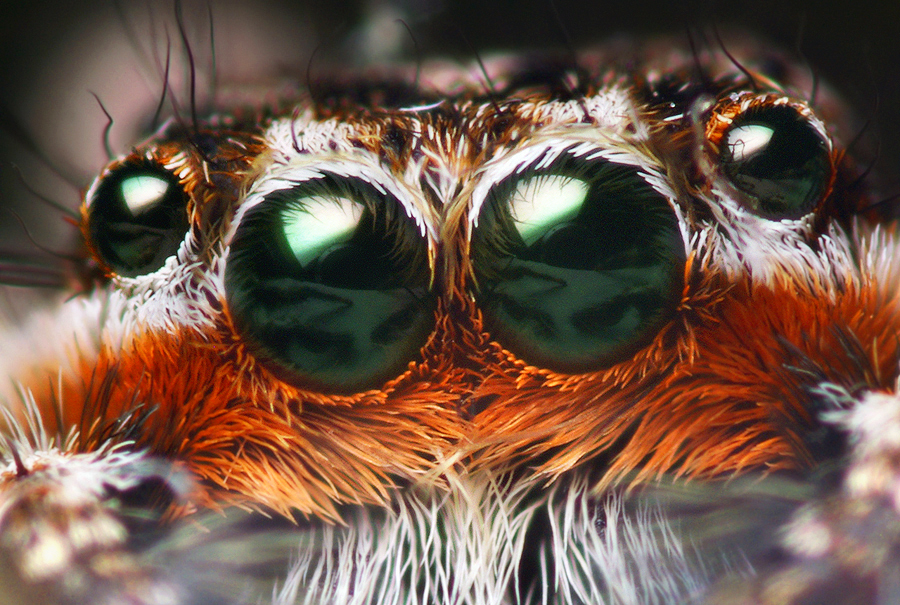
Nei ragni salticidi il paio mediano centrale degli ocelli è molto acuto; il paio esterno funge da vista secondaria, come pure le restanti due paia di occhi posizionati sui lati e in cima alla testa.

Gli ocelli dei ragni sono gli organi preposti alla visione. Nella maggior parte delle specie sono presenti in numero di otto, in alcune di sei. La disposizione varia a seconda della famiglia o genere di appartenenza, tanto da essere un utile indizio anche per la determinazione della specie.
Gli ocelli sono uno dei tre tipi di organi di senso di cui sono dotati gli Aracnidi in generale e i ragni in particolare.
Insieme ai tricobotrii, sorta di meccanorecettori che percepiscono i movimenti dell'aria ed agli organi di senso a fessura, costituiscono l'interfaccia della percezione del ragno verso il mondo esterno.

## Struttura degli ocelli
Sono occhi semplici, quindi ciascuno è dotato di un'unica lente. La forma dell'ocello ricorda abbastanza una coppetta con la concavità rivolta verso l'ambiente esterno.
Il primo strato, partendo dall'esterno è composto da cellule pigmentate, che avvolge uno strato di forma analoga di cellule fotorecettrici vere e proprie che, per la sua funzione, prende il nome di retina.
Lo strato pigmentato di questa struttura particolare consente al ragno di non percepire luce se non dalla precisa direzione in cui è rivolta la concavità della coppetta e di comprendere da quale direzione proviene la fonte di luce o un'eventuale minaccia.
All'interno di questi due strati, derivati in origine dal derma stesso del ragno, vi è un tessuto cuticolare ispessito che ha la funzione di lente. 
Rispetto ad altri artropodi, il numero elevato di cellule retiniche presente negli ocelli dei ragni, fa sì che riescano ad elaborare anche un'immagine piuttosto nitida dell'ambiente che li circonda.
In alcune famiglie di ragni, gli occhi laterali sono muniti di uno strato riflettente di pigmento, detto tapetum, comune a molti altri animali che necessitano di un'adeguata visione notturna.

## Funzione e proprietà degli ocelli
Nei ragni che predano acquattati nella loro ragnatela questi ocelli sono costituiti da semplici lenti in grado di individuare solamente la direzione di arrivo della luce usando l'ombra proiettata dai muri negli stessi ocelli. Nei ragni cacciatori attivi, invece, l'acuità visiva cresce enormemente per consentire loro di vedere bene la preda e non lasciarsela sfuggire o per avvistare un pericolo in tempo.
L'acuità visiva di questi ocelli è di sole 5 volte inferiore a quella umana, che possiede un sistema ottico di gran lunga più complesso, e più di 10 volte superiore a quella delle libellule che, fra gli insetti, sono quelli dalla vista migliore.

## Notazione scientifica

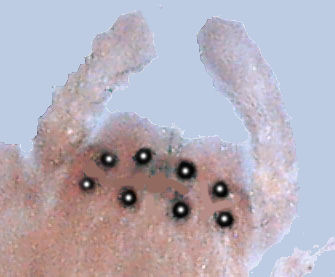
Disposizione degli ocelli, molto evidenti e circoscritti, del Cheiracanthium inclusum, ragno della famiglia Miturgidae

Una prima suddivisione degli occhi in base alla loro funzione si ha distinguendo gli occhi diretti, cioè quelli con abbastanza cellule fotorecettrici da elaborare un'immagine o quanto meno orientarsi immediatamente verso la sorgente luminosa, dagli occhi indiretti, più fermi, capaci solo di riflettere, tramite il tapetum, la luce percepita verso i recettori.
Per poter descrivere correttamente il pattern oculare dei ragni, cioè la loro disposizione e la loro precisa posizione sulla pars cephalica del cefalotorace dei ragni si usa una precisa notazione:
- a livello generale si distingue:
  - AER - prima linea di occhi deputati alla visione frontale, composta da due occhi diretti mediani e due occhi indiretti laterali (nella foto qui a fianco, è rappresentata dalla linea superiore dei quattro occhi)
  - PER - seconda linea di occhi deputati alla visione frontale, superiore e laterale, composta da due occhi diretti mediani e due occhi indiretti laterali (nella foto qui a fianco, è rappresentata dalla linea inferiore dei quattro occhi)
  - MOQ o Occhi mediani - sono i quattro occhi centrali di maggiore acuità visiva (nella foto compongono il quadrato centrale dell'intero pattern oculare); compongono un quadrilatero le cui misure possono essere così descritte:
    - MOQ-AW - Vista anteriore del quadrilatero oculare centrale
    - MOQ-PW - Vista posteriore del quadrilatero oculare centrale
    - MOQ-L - Lunghezza del quadrilatero oculare centrale[5].

  - Occhi laterali - sono i quattro occhi laterali di minore acuità visiva (nella foto sono i gruppi di due occhi posti ai lati degli occhi mediani)
- a livello di singolo occhio distingueremo invece:
  - ALE - occhi laterali anteriori (nella foto, il primo e il quarto della linea superiore)
  - AME - occhi mediani anteriori (nella foto, il secondo e il terzo della linea superiore)
  - PLE - occhi laterali posteriori (nella foto, il primo e il quarto della linea inferiore)
  - PME - occhi mediani posteriori (nella foto, il secondo e il terzo della linea inferiore)[6]

Tale classificazione consente di porre in rapporto fra di loro i diametri dei singoli occhi, altro utile criterio di distinzione tassonomica del genere nell'ambito di una famiglia per questi piccoli animali, in questo modo: AME: ALE: PME: PLE, 9:14:10:8 (le misure, poste così per convenzione, possono anche non indicare misure reali, ma semplici rapporti proporzionali),
Altri tratti distintivi, sempre utili anche per la classificazione tassonomica, sono le distanze interoculari, designate in questo modo: ALE-AME 0,02, AME-AME 0,16, PLE-PME 0,23, ecc. (per convenzione, le misure sono generalmente espresse in millimetri)
A titolo esemplificativo è qui riportata una tabella riepilogativa dei parametri oculari principali del ragno Anyphaena leechi, appartenente alla famiglia Anyphaenidae:
| Occhi   | Maschio | Femmina |
| ------- | ------- | ------- |
| AME     | 0,06    | 0,06    |
| ALE     | 0,10    | 0,10    |
| PME     | 0,10    | 0,09    |
| PLE     | 0,11    | 0,12    |
| AME-AME | 0,08    | 0,11    |
| AME-ALE | 0,04    | 0,05    |
| PME-PME | 0,17    | 0,18    |
| PME-PLE | 0,12    | 0,12    |
| ALE-PLE | 0,08    | 0,09    |
| MOQ-L   | 0,36    | 0,39    |
| MOQ-AW  | 0,21    | 0,22    |
| MOQ-PW  | 0,36    | 0,36    |